# Awiasierwis (Kazań)
Awiasierwis (Kazań) sp. z o.o., ros. Общество с ограниченной ответственностью "Авиасервис" – rosyjskie linie lotnicze z siedzibą w Kazaniu i głównymi portami bazowania Buzulma, Kazań, Wnukowo), realizujące lokalne połączenia lotnicze. 
Linie dysponują samolotami: CL-600-2B16 - 1, CL-600-2B16 (CL-604) - 2, CL-600-2B16 (CL-605/650) - 1, CL-600-2B19 (CL-850) - 1, FALCON-7X - 2, Mi-8МТВ-1 - 1.